# Nomiades antiacis
Nomiades antiacis är en fjärilsart som beskrevs av Jean Baptiste Boisduval 1852. Nomiades antiacis ingår i släktet Nomiades och familjen juvelvingar. Inga underarter finns listade i Catalogue of Life.